# Le Massacre des Innocents (Ghelderode)
 (mai 2011).
Si vous disposez d'ouvrages ou d'articles de référence ou si vous connaissez des sites web de qualité traitant du thème abordé ici, merci de compléter l'article en donnant les références utiles à sa vérifiabilité et en les liant à la section « Notes et références ».
Pour les articles homonymes, voir Le Massacre des Innocents.
Le Massacre des Innocents est une pièce de théâtre belge écrite pour marionnettes par Michel de Ghelderode en 1925.